# Platanthera praeclara
Platanthera praeclara là một loài thực vật có hoa trong họ Lan. Loài này được Sheviak & M.L.Bowles miêu tả khoa học đầu tiên năm 1986.

## Hình ảnh

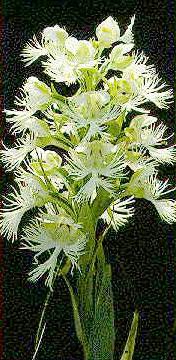